# 秘鲁文化

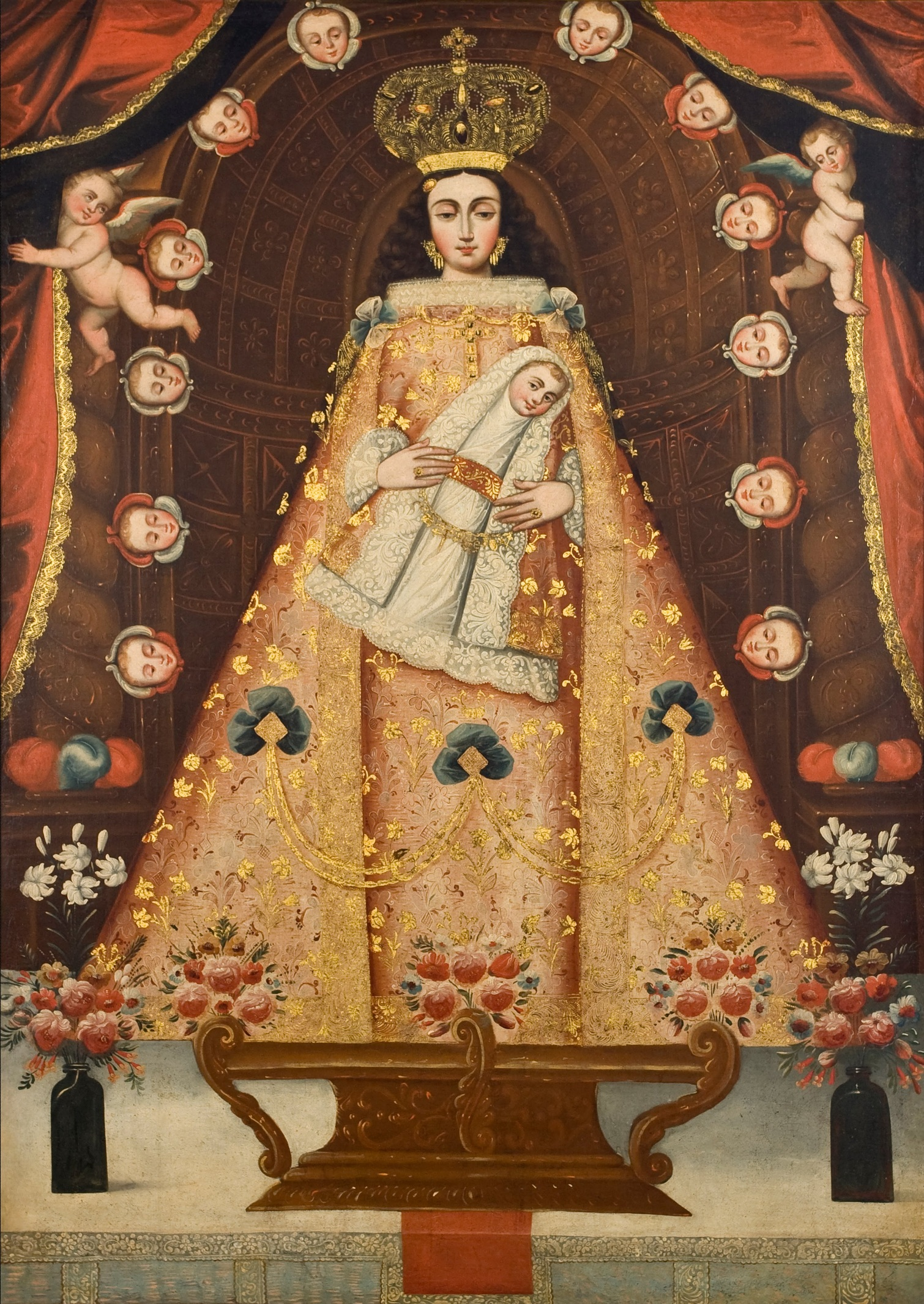
一幅绘于18世纪的库斯科画派画作，作者不详

秘鲁文化主要来源于印第安和西班牙传统，但也被非洲、亚洲和欧洲族群影响。秘鲁早期的艺术可追溯至前印加文明的陶器、纺织品、首饰和雕塑。印加人维持了这些工艺的制作，并在建筑等领域取得较大的成就，其中包括马丘比丘古城的兴建。巴洛克艺术是殖民时期的主要艺术，但在一定程度受到当地传统的影响。这时宗教事物是艺术作品的主要描绘对象，当时大量兴建的教堂和库斯科画派就是当中的代表。独立后秘鲁艺术的发展停滞，直至20世纪初期印第安主义运动的兴起。自从1950年代，秘鲁艺术倾向折衷，且受到外国和当地潮流的冲击。
秘鲁是闻名世界的古印加文化发祥地，文化事务原由秘鲁国家文化局负责，2010年7月14日，秘鲁国会通法案过设立文化部，负责管理国家博物馆、广播电视局以及国家文化研究所等机构。秘鲁首位文化部长，着名的人类学家和历史学家胡安·马丁·奥西奥在9月4日宣誓就职。

## 文学
秘鲁文学则起源于前哥伦布时期的口述传统。西班牙人在16世纪引入文字，殖民时期文学体裁有编年史和宗教文学。独立后，风俗主义和浪漫主义成为主要的文学流派，代表作家有里卡多·帕尔马。20世纪初期印第安主义运动造就了西罗·阿莱格里亚、何塞·马里亚·阿格达斯、和塞萨尔·巴列霍等作家。20世纪中期在拉丁美洲文学爆炸代表作家之一马里奥·巴尔加斯·略萨等人影响下，秘鲁文学变得更广为人知。

## 美食

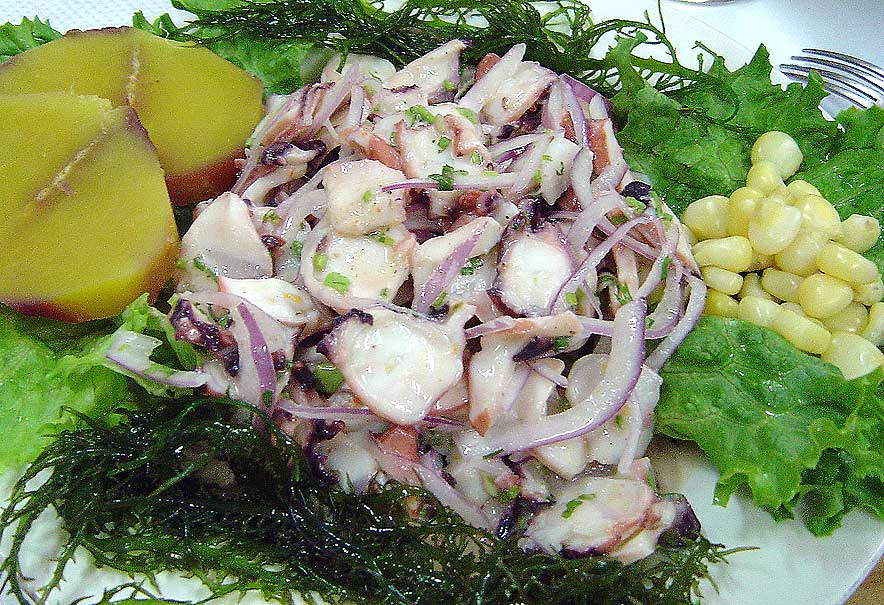
Ceviche是以柑橘浸泡的海鲜菜式

秘魯菜餚混合了印第安和西班牙特色，也受到非洲、阿拉伯、意大利、中国和日本等地的煮食方法的影响。著名菜式包括、“檸汁醃魚生”、和。秘鲁丰富的气候特征为当地提供不同种类的植物和动物作煮食用途。最近，秘鲁菜肴因为其使用材料和煮食方法的多样式获得称誉。
秘鲁音乐源于印第安、西班牙和非洲传统。西班牙人到达之前，不同宗教有不同的音乐表现方式，吹管乐器和敲击乐器都比较常见。西班牙人引入了新型乐器如吉他和竖琴，之后又发展出传统乐器与新型乐器的混合体如。非洲传统对秘鲁音乐的贡献包括节奏以及敲击乐器的引入。秘鲁传统舞蹈有、和。

## 建筑
- 安第斯巴洛克建筑
- 费利佩城堡